# Cordillera Central (Panamá)
La cordillera Central es una cadena montañosa ubicada en Panamá y se compone de dos secciones. La primera, en la región oeste de Panamá, es la continuación de la cordillera de Talamanca que entra desde territorio costarricense. Es un arco montañoso que constituye el dorsal del relieve geográfico chiricano y bocatoreño, siendo la divisoria entre las vertientes del océano Pacífico y el mar Caribe. Se extiende desde la frontera con Costa Rica, pasando las provincias de Bocas del Toro, Chiriquí, la comarca Ngäbe-Buglé y parte de la provincia de Veraguas. La segunda sección, menos alta, también llamada serranía de Tabasará, comprende parte de la región de Tabasará, al este de la comarca Ngäbe-Buglé, las provincias de Veraguas y Coclé, culminando aproximadamente en el extremo oriental del parque nacional Omar Torrijos. 
La cordillera alberga las mayores elevaciones del istmo de Panamá, como el volcán Barú (3475 m y altura máxima del país), el cerro Fábrega (3376 m), el cerro Itamut (3279 m), el cerro Echandi (3163 m), el cerro Picacho (2874 m), el cerro Santiago (2862 m) y el cerro Pando (2468 m) entre otros.
En ambos lados de la cordillera existen numerosas llanuras como la llanura de Chiriquí. También en esta cordillera nacen numerosos ríos importantes que desembocan en ambos vertientes como el Chiriquí Viejo, el San Félix, el Tabasará, el San Pablo, el Chico y el Grande en la vertiente del Pacífico, y el Teribe, el Changuinola y el Cricamola, en la vertiente del mar Caribe en Bocas del Toro.
En su sector occidental alberga la porción panameña del parque internacional La Amistad y al parque nacional Volcán Barú.